# Superpuchar Hiszpanii w piłce siatkowej mężczyzn (2007)
Superpuchar Hiszpanii w piłce siatkowej mężczyzn 2007 – dziesiąta edycja rozgrywek o Superpuchar Hiszpanii rozegrana 29 września 2007 roku w Pabellón José Emilio Amavisca w Laredo. W meczu o Superpuchar udział wzięły dwa kluby: mistrz Hiszpanii w sezonie 2006/2007 - Drac Palma oraz zdobywca Pucharu Hiszpanii 2007 - Unicaja Arukasur Almería.
Po raz drugi zdobywcą Superpucharu Hiszpanii został klub Drac Palma.
MVP spotkania wybrany został rozgrywający Drac Palma - Miguel Ángel Falasca.

## Drużyny uczestniczące
| Drużyna                  | Osiągnięcia w sezonie 2006/2007 |
| ------------------------ | ------------------------------- |
| Drac Palma               | mistrzostwo Hiszpanii           |
| Unicaja Arukasur Almería | zdobycie Pucharu Hiszpanii      |

## Mecz
Sobota, 29 września 2007 – 20:00 (UTC+2) • Pabellón José Emilio Amavisca, Laredo
Widzów: 600
Czas trwania meczu: 76 minut
Sędziowie: José María Sánchez i Alexis Fuentes
| Drac Palma        | 3:0                          | Unicaja Arukasur Almería |
| Ibán Pérez 17 pkt | (25:22, 25:22, 25:15) raport | Giovanni Baliana 11 pkt  |

| Poz.                 | Nr | Zawodnik             | 1        | 2        | 3        | 4 | 5 | Pkt |
| -------------------- | -- | -------------------- | -------- | -------- | -------- | - | - | --- |
| Ś                    | 1  | Vinícius de Siqueira | 7 cztery | 6 trzy   | 7 cztery |   |   | 10  |
| Ś                    | 3  | José Luis Moltó      | 4 jeden  | 9 sześć  | 4 jeden  |   |   | 3   |
| P                    | 4  | Manuel Sevillano     | 9 sześć  | 8 pięć   | 9 sześć  |   |   | 9   |
| P                    | 8  | Juan Pablo Porello   | 6 trzy   | 5 dwa    | 6 trzy   |   |   | 9   |
| R                    | 10 | Miguel Ángel Falasca | 5 dwa    | 4 jeden  | 5 dwa    |   |   | 11  |
| A                    | 14 | Ibán Pérez           | 8 pięć   | 7 cztery | 8 pięć   |   |   | 17  |
| L                    | 16 | Alexis González      | L        | L        | L        |   |   |     |
| Zmiany               |    |                      |          |          |          |   |   |     |
| Ś                    | 2  | Joppe Paulides       |          |          | 2 zmiana |   |   | 1   |
| A                    | 12 | Juan Carlos Barcala  |          | 2 zmiana |          |   |   |     |
| Nie weszli na boisko |    |                      |          |          |          |   |   |     |
| R                    | 13 | Jaime Pérez García   |          |          |          |   |   |     |
| P                    | 17 | Enrique De La Fuente |          |          |          |   |   |     |
| Trener               |    |                      |          |          |          |   |   |     |
| Marcelo Méndez       |    |                      |          |          |          |   |   |     |

| Poz.                 | Nr | Zawodnik             | 1        | 2        | 3        | 4 | 5 | Pkt |
| -------------------- | -- | -------------------- | -------- | -------- | -------- | - | - | --- |
| Ś                    | 5  | Alexssandro Schorr   | 8 pięć   | 8 pięć   | 9 sześć  |   |   | 7   |
| P                    | 10 | Gustavo Delgado      | 4 jeden  |          | 2 zmiana |   |   |     |
| R                    | 11 | Alfonso Flores Peña  | 9 sześć  | 9 sześć  |          |   |   |     |
| Ś                    | 12 | Giovanni Baliana     | 5 dwa    | 5 dwa    | 6 trzy   |   |   | 11  |
| P                    | 15 | Carlos Luna          | 7 cztery | 7 cztery | 8 pięć   |   |   | 8   |
| A                    | 18 | Pedro Azenha         | 6 trzy   | 6 trzy   | 7 cztery |   |   | 7   |
| L                    | 9  | Alexis Valido        | L        | L        | L        |   |   |     |
| Zmiany               |    |                      |          |          |          |   |   |     |
| P                    | 3  | Kyōhei Shibata       | 2 zmiana | 4 jeden  | 5 dwa    |   |   | 5   |
| A                    | 8  | Renato Adornelas     |          |          | 2 zmiana |   |   |     |
| R                    | 17 | Vicente Ferrández    | 2 zmiana | 2 zmiana | 4 jeden  |   |   |     |
| Nie weszli na boisko |    |                      |          |          |          |   |   |     |
| P                    | 13 | Mario Ferrera García |          |          |          |   |   |     |
| Ś                    | 16 | Juan José Salvador   |          |          |          |   |   |     |
| Trener               |    |                      |          |          |          |   |   |     |
| Óscar Novillo        |    |                      |          |          |          |   |   |     |

## Statystyki meczowe
| PAL | STATYSTYKI        | ALM |
| 75  | MAŁE PUNKTY       | 59  |
| 41  | ATAK              | 27  |
| 10  | BLOK              | 9   |
| 9   | SERWIS            | 2   |
| 15  | BŁĘDY PRZECIWNIKA | 21  |